# Steinpaar von Boherboy
Das Steinpaar von Boherboy (lokal auch „Adam and Eve“ genannt) steht 1,7 Meter voneinander entfernt, etwa 30,0 m südlich der Boherboy Road im Townland Boherboy (irisch An Bóthar Buí), 1,2 km südöstlich der Town von Saggart und westlich von Tallaght im County South Dublin in Irland.
Die Menhire (englisch Standing stones) sind 1,2 und 1,3 Meter hoch. Einer ist spitz und der andere flach.
Etwa 3,2 km südlich und 400 Meter östlich der Straße nach Blessington in Raheen, steht ein massiver, spitzer 2,1 m hoher Menhir, mit einer Linie von fünf Schälchen von etwa 4 cm Durchmesser auf der oberen rechten Seite der Südseite.
Das Steinpaar von Cotts, bei Coddstown im County Wexford ist vergleichbar.